# Переробка за межами митної території України
Переробка за межами митної території України — митний режим, відповідно до якого товари, що перебувають у вільному обігу на митній території України, вивозяться без застосування заходів тарифного та нетарифного регулювання з метою їх переробки за межами митної території України та наступного повернення в Україну.
Дозвіл на вивезення товарів для переробки за межами митної території України може бути скасовано митним органом у разі, якщо його видано на підставі недостовірних даних, що мали істотне значення для прийняття рішення, або якщо підприємство-резидент, якому видано такий дозвіл, не дотримується положень цього Кодексу та інших законів України.
Строк переробки товарів за межами митної території України обчислюється починаючи з дня завершення митного оформлення митним органом товарів, що вивозяться для переробки. Строк переробки товарів за межами митної території України встановлюється митним органом під час видачі дозволу підприємству-резиденту виходячи з тривалості процесу переробки товарів, але, як правило, не може бути більшим ніж 90 днів.